# 安德拉馬西納區
安德拉馬西納區，是馬達加斯加的行政區，位於該國中部，由阿那拉芒加區負責管轄，首府設於安德拉馬西納，面積1,370平方公里，2001年人口139,217，人口密度每平方公里102人。